# Keihan-lijn
De Keihan-lijn  (京阪本線; Keihan-Honsen) is een spoorlijn tussen Ōsaka en Kioto in de prefecturen Ōsaka en Kioto, Japan. De lijn maakt deel uit van het netwerk van Keihan in de regio Osaka-Kobe-Kioto en vormt een van de vier directe verbindingen tussen Ōsaka en Kioto. De Keihan-lijn heeft als enige haar traject ten oosten van de Yodo-rivier.

## Geschiedenis
Het eerste gedeelte van de lijn, tussen Temmabashi en Gojō werd in 1910 voltooid. In 1960 werd Temmabashi met Yodoyabashi verbonden, waarmee de lijn haar huidige vorm kreeg. In 1989 werd de Ōtō-lijn voltooid, welke in de praktijk deel uit ging maken van de Keihan-lijn.

## Treinen
De Keihan-lijn wordt gekenmerkt door een groot aanbod van treindiensten, afgestemd op forensen, studenten, toeristen en toeschouwers voor het paardenrennen bij de Kioto-renbaan.
- Tokkyū (特急, intercity) rijdt tussen Demachiyanagi en Yodoyabashi en heeft de minste haltes.
- Tsūkin Kaikyū (通勤快急, intercity) rijdt vanaf Demachiyanagi naar Nakanoshima tijdens de ochtendspits.
- Kaisoku Kyūkō (快速急行, intercity) rijdt in de spitsuren 's ochtends en 's avonds tussen Nakanoshima en Demachiyanagi.
- Shinya Kyūkō (深夜急行, intercity) 'nachttrein' vanaf Yodoyabashi naar Kuzuha en stopt niet tussen Kyōbashi en Neyagawashi.
- Kyūkō (急行, sneltrein) rijdt tussen Yodoyabashi en Kuzuha, met extra treinen tussen Yodo en Nakanoshima op wedstrijddagen bij de Kioto-renbaan.
- Tsūkin Junkyū (通勤準急, sneltrein) rijdt alleen vanuit Kioto en stopt niet tussen Kayashima en Kyōbashi.
- Junkyū (準急, sneltrein) rijdt tussen Demachiyanagi en Nakanoshima en stopt niet tussen Moriguchi en Kyōbashi.
- Kukan Kyūkō (区間急行, sneltrein) rijdt tussen Kuzuha en Nakanoshima.
- Futsu (普通, stoptrein) stopt op elk station.

## Stations
| Station           | Japans     | Verbindingen | Wijk           | Stad         | Prefectuur   |
| ----------------- | ---------- | --- | -------------- | ------------ | ------------ |
| Yodoyabashi       | 淀屋橋     | Metro van Osaka: Midosuji-lijn (M17) | Chūō-ku        | Ōsaka        | Ōsaka        |
| Kitahama          | 北浜       | Metro van Osaka： Sakaisuji-lijn (K14) | Chūō-ku        | Ōsaka        | Ōsaka        |
| Temmabashi        | 天満橋     | Keihan: Nakanoshima-lijn Metro van Osaka： Tanimachi-lijn (T22) | Chūō-ku        | Ōsaka        | Ōsaka        |
| Kyōbashi          | 京橋       | West Japan Railway Company: JR Tōzai-lijn, de Katamachi-lijn (Gakkentoshi-lijn) en de Osaka-ringlijn Metro van Osaka: Nagahori Tsurumi-ryokuchi-lijn (N22) | Miyakojima-ku  | Ōsaka        | Ōsaka        |
| Noe               | 野江       | | Jōtō-ku        | Ōsaka        | Ōsaka        |
| Sekime            | 関目       | Metro van Osaka： Imazatosuji-lijn (Sekime-Seiiku: I17) | Jōtō-ku        | Ōsaka        | Ōsaka        |
| Morishōji         | 森小路     | | Asahi-ku       | Ōsaka        | Ōsaka        |
| Sembayashi        | 千林       | | Asahi-ku       | Ōsaka        | Ōsaka        |
| Takii             | 滝井       | | Moriguchi      | Moriguchi    | Ōsaka        |
| Doi               | 土居       | | Moriguchi      | Moriguchi    | Ōsaka        |
| Moriguchishi      | 守口市     | | Moriguchi      | Moriguchi    | Ōsaka        |
| Nishisansō        | 西三荘     | | Kadoma         | Kadoma       | Ōsaka        |
| Kadoma-shi        | 門真市     | Osaka Monorail: hoofdlijn (stationsnummer 24) | Kadoma         | Kadoma       | Ōsaka        |
| Furukawabashi     | 古川橋     | | Kadoma         | Kadoma       | Ōsaka        |
| Ōwada             | 大和田     | | Kadoma         | Kadoma       | Ōsaka        |
| Kayashima         | 萱島       | | Neyagawa       | Neyagawa     | Ōsaka        |
| Neyagawashi       | 寝屋川市   | | Neyagawa       | Neyagawa     | Ōsaka        |
| Kōrien            | 香里園     | | Neyagawa       | Neyagawa     | Ōsaka        |
| Kōzenji           | 光善寺     | | Hirakata       | Hirakata     | Ōsaka        |
| Hirakata-kōen     | 枚方公園   | | Hirakata       | Hirakata     | Ōsaka        |
| Hirakatashi       | 枚方市     | Keihan: Katano-lijn | Hirakata       | Hirakata     | Ōsaka        |
| Gotenyama         | 御殿山     | | Hirakata       | Hirakata     | Ōsaka        |
| Makino            | 牧野       | | Hirakata       | Hirakata     | Ōsaka        |
| Kuzuha            | 樟葉       | | Hirakata       | Hirakata     | Ōsaka        |
| Hashimoto         | 橋本       | | Yawata         | Yawata       | Kioto        |
| Yawatashi         | 八幡市     | Keihan: Otokoyama Kabelbaan | Yawata         | Yawata       | Kioto        |
| Yodo              | 淀         | | Fushimi-ku     | Kioto        | Kioto        |
| Chūshojima        | 中書島     | Keihan: Uji-lijn | Fushimi-ku     | Kioto        | Kioto        |
| Fushimi-Momoyama  | 伏見桃山   | Kintetsu: Kioto-lijn (Momoyama-Goryō-mae) | Fushimi-ku     | Kioto        | Kioto        |
| Tambabashi        | 丹波橋     | Kintetsu: Kioto-lijn (Kintetsu-Tambabashi) | Fushimi-ku     | Kioto        | Kioto        |
| Sumizome          | 墨染       | | Fushimi-ku     | Kioto        | Kioto        |
| Fujinomori        | 藤森       | | Fushimi-ku     | Kioto        | Kioto        |
| Fukakusa          | 深草       | | Fushimi-ku     | Kioto        | Kioto        |
| Fushimi-Inari     | 伏見稲荷   | West Japan Railway Company: Nara-lijn (Inari) | Fushimi-ku     | Kioto        | Kioto        |
| Toba-kaidō        | 鳥羽街道   | | Higashiyama-ku | Kioto        | Kioto        |
| Tōfukuji          | 東福寺     | West Japan Railway Company: Nara-lijn | Higashiyama-ku | Kioto        | Kioto        |
| Shichijō          | 七条       | West Japan Railway Company: Tokaido-lijn (JR Kioto-lijn, Biwako-lijn), Sanin-lijn (Sagano-lijn), Nara-lijn (Kioto) Central Japan Railway Company: Tokaido Shinkansen (Kioto) Kintetsu: Kioto-lijn (Station Kioto) Metro van Kioto: Karasuma-lijn (Kioto: K11) | Higashiyama-ku | Kioto        | Kioto        |
| Kiyomizu-Gojō     | 清水五条   | | Higashiyama-ku | Kioto        | Kioto        |
| Gion-Shijō        | 祇園四条   | Hankyū: Kioto-lijn (Kawaramachi) | Higashiyama-ku | Kioto        | Kioto        |
| Sanjō             | 三条       | Metro van Kioto: Tōzai-lijn (Sanjō Keihan: T11) | Higashiyama-ku | Kioto        | Kioto        |
| Ōtō-lijn          |            | |                |              |              |
| Jingū-Marutamachi | 神宮丸太町 | | Sakyō-ku       | Kioto, Kioto | Kioto, Kioto |
| Demachiyanagi     | 出町柳     | Eizan: Eizan-lijn | Sakyō-ku       | Kioto, Kioto | Kioto, Kioto |